# Civitas Fidelissima díj
A leghűségesebb város, Sopron Város önkormányzatának díja. Az Országos Érembiennálé ezüstérme.

## Alapítás
Sopron város önkormányzata alapította. 1977-ben adták át először, kétévenként ítélik oda, jelentős éremművészeti teljesítményért. 

## Szimbóluma
Sopron város régi címerképével komponált, vert ezüst érem, a díjazott jutalma.

## Díjazottak
- 1977 Kiss Nagy András
- 1979 Csíkszentmihályi Róbert
- 1981 Duray Tibor
- 1983 Kótai József
- 1985 Sz. Egyed Emma
- 1987 Farkas Ádám
- 1989 Csúcs Ferenc
- 1991 Czinder Antal
- 1993 Sz. Egyed Emma
- 1995 Bakos Ildikó
- 1996 Szabó Béla
- 1997 ifj. Szlávics László
- 1999 Kótai József
- 2001 Szöllőssy Enikő
- 2003 ifj. Szlávics László
- 2005 Szabó György
- 2007 Szunyogh László
- 2009 Soltra E. Tamás
- 2011 Péter Ágnes
- 2013 Erőss Ildikó
- 2015 Pálffy Katalin
- 2017 Szabó Virág